# Рибера, Хосе де
Хосе де Рибе́ра  или Хусепе Рибе́ра (исп. José de Ribera, Jusepe Ribera, Josephus Ribera; 12 января 1591 или 1588, Хатива, Валенсия, Испания — 3 (2) сентября 1652, или 1656, Неаполь) — выдающийся испанский живописец, рисовальщик и гравёр эпохи барокко. Родом из Валенсии. Ученик Ф. Рибальты. Работал в Италии, вначале в Риме, а затем в Неаполе, входившем тогда в испанские владения. Караваджист. Более известен под своим итальянизированным именем «Хусепе Рибера» и под прозванием Спаньолетто (итал. Lo Spagnoletto), или, по-испански: «El Españolito» («Маленький испанец»), которое он получил из-за небольшого роста. Свои картины подписывал «Josephus Ribera. Hispanus», или просто «español» (испанец), иногда добавляя: «accademicus Romanus». Большинство его произведений хранятся в музее Прадо и в неаполитанских церквях, в частности, в соборе св. Януария.

## Биография
Хосе де Рибера родился в Хативе, где и был крещён в приходе Санта-Текла 17 февраля 1591 года. Он был сыном Симона Риберы, сапожника, и Маргариты Куко. При крещении получил имя Хоан Хосеп (Joan Josep). У него был брат по имени Хуан, который также посвятил себя живописи, хотя о нём известно очень мало.
Как сообщает биограф Паломино, Хусепе Рибера учился в мастерской испанского живописца Франсиско Рибальты. Сведения о молодости Риберы крайне обрывочны. Вероятно, не позднее 1613 года (возможно в 1606 году) он отправился в Италию чтобы изучать картины старых мастеров, сначала на север, в Кремону, Милан и Парму, затем отправился в Рим, где познакомился с произведениями Гвидо Рени и Лодовико Карраччи. На молодого художника не мог не произвести впечатление как болонский академизм братьев Карраччи, так и суровый тенебризм, развитый у проживавших в городе голландских караваджистов. Идентификация нескольких юношеских картин Риберы показывает, что его можно считать одним из первых последователей самого Караваджо.
Неаполь был в то время столицей испанского вице-королевства и переживал период коммерческого изобилия, способствовавшего развитию искусства. Католическая церковь и частные коллекционеры, многие из них были испанцами, стали основными заказчиками художника. Первую известность Рибера приобрёл своими гравюрами, они были даже в коллекции Рембрандта.
В Неаполе Рибера женился на шестнадцатилетней Катерине Аццолино. Работал по заказам местного духовенства и вице-короля герцога Осуна, а также его преемников. Большинство заказчиков увозило картины Риберы с собой в Испанию, где их ценили и многократно копировали. Он был хорошо известен на родине и доказательством этого является то, что 1630 году в Неаполе его посетил Диего Веласкес. В 1626 году Рибера был избран членом римской Академии Святого Луки.
Хосе де Рибера жил в Неаполе до конца своих дней, он похоронен в церкви Санта-Мария-дель-Парто в неаполитанском районе Мерджеллина.
Среди многих учеников Риберы были Франческо Фраканцано, Лука Джордано и Бартоломео Бассанте. Его влияние испытали Сальватор Роза, Франсиско Сурбаран, Диего Веласкес, фламандский живописец Хендрик ван Сомер.

## Творчество
В последующие столетия признание искусства Риберы было омрачено «чёрной легендой», которая представляла его как злобного и неприятного художника, одержимо изображающего пытки, сцены мученичества, «доходя до жестокости с ужасным правдоподобием». Согласно слухам, многие годы Рибера делал зарисовки во время допросов в тюрьмах, наблюдая, как ведут себя люди под пытками. Писали, что «Рибера пропитал свою кисть кровью святых». Это поверхностное представление было навязано в XVIII и XIX веках отчасти иностранными писателями, не знавшими творчества Риберы во всей его полноте. На самом деле Рибера эволюционировал от тенебризма к более яркому и красочному стилю, с влияниями живописи венецианцев и античной скульптуры. Рибера действительно прославился «впечатляющим натурализмом, но он знал, как с одинаковым успехом запечатлеть ужасное и прекрасное». Причём он делал это с помощью «плотной тональной лепки объёмов» и «мастерским использованием светотени для достижения иллюзорного эффекта, которого он сумел достичь удачным соединением традиций испанской национальной живописи и итальянского караваджизма. Современники говорили, что фигуры на картинах Риберы кажутся живыми, в то время как у других — нарисованными… Страсть к ужасному приобретала у выдающегося испанца ирреальный, мистический оттенок, что и преображало натуралистичную форму в художественное произведение».
Цветовая гамма живописи Риберы изменилась в 1630-х годах под влиянием творчества Антониса Ван Дейка, Гвидо Рени и других живописцев, и, несмотря на серьёзные проблемы со здоровьем в последующее десятилетие, Рибера продолжал создавать значительные произведения вплоть до своей смерти 3 сентября 1652 года. Искусство Риберы способствовало формированию своеобразной неаполитанской школы живописи (Джованни Ланфранко, Массимо Станционе, Лука Джордано), которая признала его своим бесспорным учителем; его произведения, отправленные в Испанию, оказали значительное влияние на технику и стиль живописи местных художников, включая Веласкеса и Мурильо. Плодовитый и коммерчески успешный автор, Рибера повлиял на зарождение реализма в XIX веке; oн был важным ориентиром для таких реалистов, как Леон Бонна. Некоторые из его работ копировались художниками нескольких столетий: Фрагонаром, Мане, Фортуни, Матиссом и другими.
Одним из лучших произведений художника считается картина «Святая Инесса» (1641; Дрезден, Галерея старых мастеров).
А. Н. Бенуа в своём знаменитом «Путеводителе по картинной галерее Императорского Эрмитажа» (1910) красноречиво писал о художнике:

 «Самым мощным из испанских караваджистов был Хосе Рибейра… Однако Рибейра не был слепым подражателем. Родина заложила в нём такую силу религиозных убеждений, такой фанатический пафос, каких не найти было в то время в Италии. Картины самого Караваджо страдают отсутствием одухотворённости, картины лучшего из итальянских его последователей, Гверчино, часто впадают в театральность. Рибейра всегда прост, но и всегда патетичен. Это идеальный церковный живописец для испанских церквей. Картины Рибейры — иллюстрации для огненных проповедей тех самых монахов, которые, обливаясь слезами, готовы были тысячи своих ближних вести на костёр — для их же спасения. Чудовищная сила в такой психологии и чудовищная сила кроется в картинах Рибейры. Это не шутки. Это не слезливая сентиментальность, не игра в аскетизм, это и не красивая поза, губящая содержание большинства итальянских картин XVI и XVII веков, а убеждённое слово подлинного энтузиаста церковных идеалов, страшное слово в духе святейшего приказа. И не только по содержанию Рибейра стоит выше своего образца, Караваджо, но и в чисто художественном отношении он превосходит его… И однако элементы Корреджо, а также элементы Тициана можно найти в живописи Рибейры, и их воздействие, их усвоение помогли ему создать восхитительную манеру письма, которая как бы передаёт осязаемость всей той материи, из которой Рибейра создавал свои визионерские картины. Никто так не писал тела, как Рибейра, и мало кто так писал всё остальное, как он» 
В настоящее время в музее Прадо в Мадриде хранятся пятьдесят шесть картин художника, ещё семь условно атрибутированных и одиннадцать рисунков, что в совокупности представляет собой одно из крупнейших и лучших собраний его творчества, включающее несколько шедевров. В санкт-петербургском Эрмитаже имеется шесть картин Риберы.

## Галерея
- Аполлон и Марсий. 1637. Холст, масло. Национальный музей Сан-Мартино, Неаполь
- Суд Соломона. Между 1609 и 1610. Холст, масло. Галерея Боргезе, Рим
- Титий. 1632. Холст, масло. Прадо, Мадрид
- Мученичество Святого Андрея. 1628. Холст, масло. Музей изящных искусств, Будапешт
- Троица. 1635. Холст, масло. Прадо, Мадрид
- Пьета. 1633. Холст, масло. Музей Тиссена-Борнемисы, Мадрид
- Пьяный Силен. 1626. Холст, масло. Музей Каподимонте, Неаполь
- Прометей. Ок. 1630. Холст, масло. Частное собрание
- Мадонна Иммакулата. Ок. 1630. Холст, масло. Прадо, Мадрид
- Святая Инесса и ангел, укрывающий её покрывалом. 1641. Холст, масло. Галерея старых мастеров, Дрезден
- Святой Андрей. Ок. 1616. Холст, масло. Местонахождение неизвестно
- Святые Пётр и Павел. Ок. 1616. Холст, масло. Музей изобразительного искусства, Страсбург
- Мученичество Святого Филиппа. Ок. 1639. Холст, масло. Прадо, Мадрид
- Косолапость. 1642. Холст, масло. Лувр, Париж